# Krystyna Ścibor-Bogusławska
Krystyna Ścibor-Bogusławska, födelseår okänt, död 1783, var en polsk adelskvinna som tjänstgjorde som guvernör av Wągłczew mellan 1773 och 1782, efter utnämning av kungen.

## Biografi
Krystyna Ścibor-Bogusławskas släkt härstammade från Ostoja-klanen. Hon var dotter till Anna Jankowski och Franciszek Ścibor-Bogusławski som var kapten i nationella kavalleriet, och gifte sig med Anthony Łubieński. Hennes make var kunglig guvernör av Wągłczew, och efter hans död blev hon 1 november 1773 utnämnd av monarken Stanisław August Poniatowski att efterträda honom i ämbetet. Dåförtiden var detta en mycket ovanlig post för en kvinna. Hon innehade guvernörsposten till 1782. Hon gifte om sig med översten Joseph Byszewski, och tillsammans fick de två barn. Hon dog 1783.